# Mumbai City Football Club
Mumbai City Football Club es un club de fútbol con sede en Bombay, en el estado de Maharastra (India). Participa en la Superliga de India, máxima categoría profesional.
Fue fundado en agosto de 2014 y es una de las ocho franquicias que participarán en la primera temporada de la Superliga. El equipo está controlado por un consorcio inversor liderado por el actor Ranbir Kapoor, el inversor Kayque G. Saldanha y el empresario Bimal Parekh.

## Historia
Con motivo del nacimiento de la Superliga de India se sacaron a subasta ocho franquicias para la temporada inaugural. La ciudad de Bombay, que ya contaba con un club en la I-League, fue una de las elegidas para el nuevo torneo. Entre las ofertas presentadas, la vencedora fue una alianza de empresarios liderada por Ranbir Kapoor, actor importante en la escena de Bollywood, y el empresario Bimal Parekh.
El equipo fue presentado en sociedad el 30 de agosto de 2014, con la incorporación del inglés Peter Reid en el banquillo y el regreso al fútbol de Fredrik Ljungberg como "jugador franquicia". Poco después se anunció la contratación de los veteranos Nicolas Anelka y Manuel Friedrich. En el draft indio, la primera elección fue el guardameta internacional Subrata Pal.